# Aleksander Uklański
Aleksander Jerzy Uklański (ur. 17 stycznia 1901 w Skierniewicach, zm. 29 sierpnia 1990 w Pomiechówku) – polski specjalista w dziedzinie turbin parowych, profesor Politechniki Łódzkiej i  Politechniki Warszawskiej.

## Życiorys
Urodził się w rodzinie Aleksandra (zm. 1932) i Stanisławy z Hamerlińskich (1878–1960). Miał młodszego brata Mariana (zm. 1949). W 1918 roku uzyskał maturę w 8-klasowej Szkole Realnej Witolda Wróblewskiego w Warszawie i rozpoczął studia na Politechnice Warszawskiej. Przerwał naukę i 10 listopada 1918 roku zgłosił się na ochotnika do 1 pułku artylerii polowej Wojska Polskiego w Krakowie. W czasie służby wojskowej ukończył szkołę podchorążych. Od 4 stycznia 1919 do 25 lipca 1920 pełnił służbę maszynisty w pociągu pancernym nr 13 „Boruta”, następnie do 26 listopada 1920 roku służył w pociągu pancernym „Zawisza Czarny”. Uczestniczył w wojnie polsko-bolszewickiej. 7 lutego 1921 roku w stopniu podchorążego został zwolniony z wojska i 1 marca 1921 roku mianowany podporucznikiem. W lutym 1921 roku ponownie rozpoczął studia na Wydziale Mechanicznym Politechniki Warszawskiej. W czerwcu 1923 roku zdał z wynikiem bardzo dobrym pierwszy egzamin dyplomowy. Od 1926 roku pracował jako asystent w Laboratorium Maszynowym Politechniki Warszawskiej. W 1928 roku otrzymał dyplom ukończenia studiów na Sekcji Konstrukcyjnej Wydziału Mechanicznego Politechniki Warszawskiej. Po ukończeniu studiów w latach 1928–1929 pracował w wytwórni turbin Brown-Boveri w Baden (Szwajcaria), a następnie jako kierownik działu turbin parowych w przedstawicielstwie tejże firmy w Warszawie. W 1938 roku został powołany na szefa Wydziału Turbinowego w Zakładach Południowych w Stalowej Woli.
W czasie okupacji był wykładowcą w Zakładowej Szkole Mechanicznej, w sierpniu 1944 roku powrócił na stanowisko kierownika Wydziału Turbin.
W 1945 roku został powołany na profesora nadzwyczajnego i kierownika Katedry Turbin Parowych i Maszynoznawstwa Politechniki Łódzkiej. W latach 1948–1952 był dziekanem Wydziału Mechanicznego PŁ. W roku 1955 przeniósł się na Politechnikę Warszawską, gdzie objął kierownictwo tworzonej uprzednio pod jego opieką od 1951 roku Katedry Kotłów, Turbin i Pomp na Wydziale Mechanicznym Energetyki i Lotnictwa, którą kierował do roku 1966, a następnie Zakładem Turbin Parowych aż do przejścia na emeryturę w 1971 roku. W latach 1956–1959 był prorektorem Politechniki Warszawskiej prowadząc sprawy współpracy z gospodarkę narodową. W 1962 roku uzyskał tytuł profesora zwyczajnego.
Był specjalistą w dziedzinie budowy turbin parowych, automatyki i regulacji. Autor 40 publikacji oraz skryptów.
Był członkiem Komitetu Budowy Maszyn i Komitetu Hydro- i Termodynamiki PAN. W 1985 roku otrzymał tytuł doktora honoris causa Politechniki Łódzkiej.
19 stycznia 1955 został odznaczony Medalem 10-lecia Polski Ludowej.
Był mężem Heleny Józefy z Pogorzelskich (1910–1996), z którą miał dzieci: Krystynę po mężu Przedmojską (ur. 1932), specjalistkę w dziedzinie zabezpieczeń elektrycznych, Stanisława (ur. 1940), specjalistę w zakresie badania samochodów i ciągników, Barbarę po mężu Rubik (ur. 1944), zastępcę redaktora naczelnego specjalistycznego pisma technicznego, Annę po mężu Bramson (ur. 1952), specjalistkę w dziedzinie instalacji elektrycznych, Marka (ur. 1953), specjalistę w dziedzinie elektroniki.
Zmarł w 1990 roku, pochowany na cmentarzu parafialnym w Pomiechowie.